# Akční skupina
Akční skupina, nebo také úkolová (pracovní) skupina, je v sociologii a antropologii chápána jako dočasně vytvořená skupina lidí, která má splnit nějaký úkol, nebo se zúčastnit organizované kolektivní činnosti.
Představme si, že v hypotetické kultuře se svatebního obřadu vždy účastní čtyři družičky, které jsou vybírány podle určitých požadavků (musí to být mladé ženy s příbuzenským vztahem k nevěstě). Jen několik lidí může spadat do takto definované sociální kategorie: nemají sice žádné automatické oprávnění pro výkon této role, jsou však schopni si ji osvojit, pokud jsou k tomu vybráni. Většina lidí spadající do této kategorie však vybrána není. Neexistují žádná kritéria, které by blíže specifikovala druh příbuzenství, preferovaný věk a ostatní požadavky, které jsou na členy této sociální kategorie kladeny. Družičky jsou tak vybrány na základě účelnosti nebo náhody a vytvoří tak akční skupinu.
Tuto skupinu nemůžeme považovat za regulérní sociální skupinu, protože její členové ji tvoří jen na základě příležitosti splnění jediného úkolu. Poté se skupina rozpadá, nedochází k žádné pravidelné interakci na základě sociální identity jejích členů, jak tomu bývá u ostatních sociálních skupin.

## Latinskoamerický kontext
Na Kubě a v ostatních zemích Latinské Ameriky, se pojmem akční skupina chápe skupina aktivistů, kteří se shromáždili za účelem vykonání násilných partyzánských aktivit (například Antonio Guiteras, Fidel Castro, Emilio Tro, Lauro Blanco a Rolando Masferrer ve svých studentských letech).